# Copa de Alemania 2006-07
La Copa de Alemania 2006-07 fue la 64.ª edición del torneo de copa de fútbol más importante de Alemania organizado por la Asociación Alemana de Fútbol que se jugó del 8 de junio de 2006 al 26 de mayo de 2007 y que contó con la participación de 64 equipos.
El FC Núremberg venció en la final al VfB Stuttgart en el Olympiastadion para ganar su cuarta copa nacional.

## Resultados

### Primera Ronda
| 8-9-2006               |     |                          |               |
| SV Sandhausen          | 0–2 | SpVgg Greuther Fürth     |               |
| VfL Osnabrück          | 3–1 | Eintracht Braunschweig   |               |
| 9-9-2006               |     |                          |               |
| SpVgg Bayreuth         | 0–2 | Kickers Offenbach        |               |
| Tennis Borussia Berlin | 1–3 | Karlsruher SC            |               |
| 1. FC Magdeburg        | 1–1 | Paderborn 07             | (AET) (6-7 p) |
| Westfalia Herne        | 1–2 | Erzgebirge Aue           |               |
| Dynamo Dresden         | 2–3 | Hannover 96              |               |
| Delbrücker SC          | 2–4 | SC Freiburg              |               |
| Hansa Rostock II       | 1–9 | Schalke 04               |               |
| TSG Thannhausen        | 0–3 | Borussia Dortmund        |               |
| FK Pirmasens           | 1–1 | Werder Bremen            | (AET) (4–2 p) |
| BV Cloppenburg         | 0–1 | 1. FC Nürnberg           |               |
| Gera 03                | 0–2 | 1. FC Kaiserslautern     |               |
| Rot-Weiss Essen        | 1–0 | Energie Cottbus          |               |
| Stuttgarter Kickers    | 4–3 | Hamburger SV             | (AET)         |
| TuS Koblenz            | 2–2 | Bayer Leverkusen         | (AET) (1-3 p) |
| FC Augsburg            | 3–4 | Wacker Burghausen        | (AET)         |
| Alemannia Aachen II    | 0–4 | VfB Stuttgart            |               |
| Sportfreunde Siegen    | 0–2 | Eintracht Frankfurt      |               |
| FC Homburg             | 1–2 | VfL Bochum               |               |
| FC St. Pauli           | 1–2 | Bayern Munich            | (AET)         |
| 10-9-2006              |     |                          |               |
| SSVg Velbert           | 0–3 | SpVgg Unterhaching       |               |
| SV Rossbach            | 1–4 | Borussia Mönchengladbach |               |
| Rot-Weiß Ahlen         | 1–2 | MSV Duisburg             |               |
| Babelsberg 03          | 2–1 | Hansa Rostock            |               |
| Carl Zeiss Jena        | 1–2 | 1. FC Köln               |               |
| VfB Lübeck             | 1–0 | 1860 Munich              |               |
| FC Bremerhaven         | 1–3 | VfL Wolfsburg            |               |
| 1. FC Saarbrücken      | 1–0 | FSV Mainz 05             |               |
| Chemnitzer FC          | 0–2 | Alemannia Aachen         |               |
| Darmstadt 98           | 0–1 | Hertha BSC               | (AET)         |
| SC Pfullendorf         | 2–1 | Arminia Bielefeld        |               |

### Segunda Ronda
| 24-10-2006          |     |                          |               |
| Babelsberg 03       | 2–4 | VfB Stuttgart            |               |
| 1. FC Saarbrücken   | 0–2 | SpVgg Greuther Fürth     |               |
| FK Pirmasens        | 0–3 | SpVgg Unterhaching       |               |
| VfB Lübeck          | 0–0 | Wacker Burghausen        | (AET) (4-5 p) |
| VfL Bochum          | 3–2 | Karlsruher SC            |               |
| VfL Wolfsburg       | 1–0 | SC Freiburg              |               |
| Borussia Dortmund   | 0–1 | Hannover 96              |               |
| 1. FC Köln          | 4–2 | Schalke 04               | (AET)         |
| 25-10-2006          |     |                          |               |
| Alemannia Aachen    | 4–2 | Erzgebirge Aue           | (AET)         |
| SC Pfullendorf      | 0–2 | Kickers Offenbach        |               |
| VfL Osnabrück       | 2–1 | Borussia Mönchengladbach |               |
| Paderborn 07        | 1–2 | 1. FC Nürnberg           | (AET)         |
| Rot-Weiss Essen     | 1–2 | Eintracht Frankfurt      |               |
| MSV Duisburg        | 3–2 | Bayer Leverkusen         | (AET)         |
| Stuttgarter Kickers | 0–2 | Hertha BSC               |               |
| Bayern Munich       | 1–0 | 1. FC Kaiserslautern     |               |

### Tercera Ronda
| 19-12-2006           |     |                    |               |
| VfL Osnabrück        | 0–3 | Hertha BSC         |               |
| VfL Bochum           | 1–4 | VfB Stuttgart      |               |
| Eintracht Frankfurt  | 3–1 | 1. FC Köln         | (AET)         |
| 1. FC Nürnberg       | 0–0 | SpVgg Unterhaching | (AET) (2-1 p) |
| 20-12-2006           |     |                    |               |
| Kickers Offenbach    | 2–1 | Wacker Burghausen  |               |
| SpVgg Greuther Fürth | 1–3 | VfL Wolfsburg      |               |
| Hannover 96          | 1–0 | MSV Duisburg       |               |
| Alemannia Aachen     | 4–2 | Bayern Munich      |               |

### Cuartos de final
| 27-2-2007         |     |                     |               |
| 1. FC Nürnberg    | 0–0 | Hannover 96         | (AET) (4–2 p) |
| VfL Wolfsburg     | 2–0 | Alemannia Aachen    |               |
| Kickers Offenbach | 0–3 | Eintracht Frankfurt |               |
| 28-2-2007         |     |                     |               |
| VfB Stuttgart     | 2–0 | Hertha BSC          |               |

### Semifinales
| 17-4-2007      |     |                     |
| 1. FC Nürnberg | 4–0 | Eintracht Frankfurt |
| 18-4-2007      |     |                     |
| VfL Wolfsburg  | 0–1 | VfB Stuttgart       |

### Final
| 26 de mayo de 2007 | VfB Stuttgart                  | 2–3 (t. s.) | 1. FC Nürnberg                                   | Olympiastadion, Berlin                                     |                                                            |
|                    | - Cacau 20' - Pardo 80' (pen.) | Reporte     | - Mintál 27' - Engelhardt 47' - Kristiansen 109' | Asistencia: 74 220 espectadores Árbitro(s): Michael Weiner | Asistencia: 74 220 espectadores Árbitro(s): Michael Weiner |

| 1          | POR        | Timo Hildebrand     |      |
| 3          | DEF        | Ricardo Osorio      | 68'  |
| 6          | DEF        | Fernando Meira      |      |
| 17         | DEF        | Matthieu Delpierre  |      |
| 21         | DEF        | Ludovic Magnin      |      |
| 19         | MED        | Roberto Hilbert     |      |
| 28         | MED        | Sami Khedira        | 100' |
| 13         | MED        | Pavel Pardo         |      |
| 11         | MED        | Thomas Hitzlsperger |      |
| 25         | DEL        | Antônio da Silva    | 46'  |
| 18         | DEL        | Cacau               |      |
| Entrenador | Entrenador | Armin Veh           |      |

| 1          | POR        | Raphael Schäfer   |      |
| 28         | DEF        | Dominik Reinhardt |      |
| 5          | DEF        | Andreas Wolf      |      |
| 7          | DEF        | Marek Nikl        | 72'  |
| 25         | DEF        | Javier Pinola     | 115' |
| 6          | MED        | Tomáš Galásek     |      |
| 22         | MED        | Marco Engelhardt  |      |
| 11         | MED        | Marek Mintál      | 35'  |
| 13         | DEL        | Ivan Saenko       |      |
| 21         | DEL        | Markus Schroth    |      |
| 19         | DEL        | Jan Kristiansen   |      |
| Entrenador | Entrenador | Hans Meyer        |      |

| 33 | DEL | Mario Gómez  | 46'  |
| 15 | DEF | Arthur Boka  | 68'  |
| 35 | DEF | Serdar Tasci | 100' |

| 8  | MED | Jan Polák          | 35'  |
| 23 | DEF | Matthew Špiranović | 72'  |
| 10 | DEF | Ivica Banović      | 115' |

| Anotado         | 20' | Cacau       | 1-0 |
| Anotado · Penal | 80' | Pavel Pardo | 2-2 |

| Anotado | 27'  | Marek Mintál     | 1-1 |
| Anotado | 47'  | Marco Engelhardt | 1-2 |
| Anotado | 109' | Jan Kristiansen  | 2-3 |

| Amonestado | 32'  | Fernando Meira |
| Amonestado | 55'  | Ricardo Osorio |
| Amonestado | 67'  | Sami Khedira   |
| Amonestado | 108' | Mario Gómez    |

| Amonestado | 14' | Marek Nikl         |
| Amonestado | 57' | Markus Schrodth    |
| Amonestado | 84' | Matthew Spiranovic |
| Amonestado | 92' | Tomáš Galásek      |

| Expulsado | 31' | Cacau |

| Árbitro:             | Michael Weiner     |
| Árbitros asistentes: | Norbert Grudzinski |
| Árbitros asistentes: | Kai Voss           |
| Cuarto árbitro:      | Babak Rafati       |
|                      |                    |

| 1          | POR        | Timo Hildebrand     |      |
| 3          | DEF        | Ricardo Osorio      | 68'  |
| 6          | DEF        | Fernando Meira      |      |
| 17         | DEF        | Matthieu Delpierre  |      |
| 21         | DEF        | Ludovic Magnin      |      |
| 19         | MED        | Roberto Hilbert     |      |
| 28         | MED        | Sami Khedira        | 100' |
| 13         | MED        | Pavel Pardo         |      |
| 11         | MED        | Thomas Hitzlsperger |      |
| 25         | DEL        | Antônio da Silva    | 46'  |
| 18         | DEL        | Cacau               |      |
| Entrenador | Entrenador | Armin Veh           |      |

| 1          | POR        | Raphael Schäfer   |      |
| 28         | DEF        | Dominik Reinhardt |      |
| 5          | DEF        | Andreas Wolf      |      |
| 7          | DEF        | Marek Nikl        | 72'  |
| 25         | DEF        | Javier Pinola     | 115' |
| 6          | MED        | Tomáš Galásek     |      |
| 22         | MED        | Marco Engelhardt  |      |
| 11         | MED        | Marek Mintál      | 35'  |
| 13         | DEL        | Ivan Saenko       |      |
| 21         | DEL        | Markus Schroth    |      |
| 19         | DEL        | Jan Kristiansen   |      |
| Entrenador | Entrenador | Hans Meyer        |      |

| 33 | DEL | Mario Gómez  | 46'  |
| 15 | DEF | Arthur Boka  | 68'  |
| 35 | DEF | Serdar Tasci | 100' |

| 8  | MED | Jan Polák          | 35'  |
| 23 | DEF | Matthew Špiranović | 72'  |
| 10 | DEF | Ivica Banović      | 115' |

| Anotado         | 20' | Cacau       | 1-0 |
| Anotado · Penal | 80' | Pavel Pardo | 2-2 |

| Anotado | 27'  | Marek Mintál     | 1-1 |
| Anotado | 47'  | Marco Engelhardt | 1-2 |
| Anotado | 109' | Jan Kristiansen  | 2-3 |

| Amonestado | 32'  | Fernando Meira |
| Amonestado | 55'  | Ricardo Osorio |
| Amonestado | 67'  | Sami Khedira   |
| Amonestado | 108' | Mario Gómez    |

| Amonestado | 14' | Marek Nikl         |
| Amonestado | 57' | Markus Schrodth    |
| Amonestado | 84' | Matthew Spiranovic |
| Amonestado | 92' | Tomáš Galásek      |

| Expulsado | 31' | Cacau |

| Árbitro:             | Michael Weiner     |
| Árbitros asistentes: | Norbert Grudzinski |
| Árbitros asistentes: | Kai Voss           |
| Cuarto árbitro:      | Babak Rafati       |
|                      |                    |

| DFB Pokal Trophy                  |
|                                   |
| 1. FC Nürnberg Campeón 4.° título |